# Риалити телевизия
Риалити телевизия (на английски: reality television) e вид телевизионна продукция, която обикновено е без сценарий и показва „обикновени“ хора, а не професионални актьори.
Въпреки че този жанр съществува още от зората на телевизията, настоящото рязко покачване на популярността му датира от около 2000 г. (главно заради предавания като „Биг Брадър“ и „Сървайвър“, излъчвани и в България). Критиците на жанра твърдят, че названието му е погрешно, тъй като много от предаванията поставят участниците на екзотични места и/или в ненормални ситуации и по този начин не създават чувство за реалност. Според Нилсен Медиа Рисърч този тип предавания са 56% от всички американски телевизионни предавания (по кабелна телевизия и ефир) и до 69% от телевизионните предавания по света (по кабелна телевизия и ефир).

## Начало
Въпреки че има предавания по радиото и телевизията, първото истинско риалити предаване в съвременния смисъл на термина е телевизионният сериал на американския канал PBS „An American Family“ (букв. превод – „американско семейство“). Дванайсетте части са излъчени в САЩ през 1973. Сериите са за съпруг и съпруга, техните деца и развода, който претърпява семейството.
Предаването е скандално и критикувано безпощадно най-вече от вестник „Ню Йорк Таймс“, като основен критикуван е членът на семейството Ланс Лауд. Шоуто е пародирано в първия филм на Албърт Бруукс „Риъл Лайф“ („Real Life“ букв. превод „истински живот“). Посрещнатият с акламации сатиричен „Нетуърк“ („Network“ букв. превод „мрежа“) също включва ТВ сериите като един от главните сюжети.
Предаването, което е предизвикало развитието на този телевизионен жанр, е „Ченгета“ (COPS). За първи път е показано през март 1989. По-късно музикалният канал Ем Ти Ви излъчва свое риалити шоу „The Real World“, което все още съществува в различни вариации. Каналът „Фокс“ определя формàта на подобен тип предавания, най-вече с „Ченгета“ и „America's Most Wanted“ (букв. превод „най-търсените в Америка“). През 2000 година игри като „Биг Брадър“ в Европа и „Сървайвър“ (Survivor) в САЩ заливат телевизионния ефир. Спорен е въпросът дали подобен тип „състезания“ са безвкусни или не.
В България за първи път подобно предаване е показано по Нова телевизия, следват Би Ти Ви със „Сървайвър БГ“, GTV и изцяло излъчващата риалити продукции Reality TV.

## Видове
Съществуват няколко подкатегории на този жанр. В някои зрителите и камерите са „пасивни“ наблюдатели, следящи хора, извършващи своите обичайни лични и професионални дейности. В английския професионален жаргон този стил на снимане често се нарича „флай он дъ уол“ („fly on the wall“, букв. „муха на стената“), а във френския – „cinéma vérité“. Типичен пример за такова предаване е „Ченгета“. Други предавания поставят участниците в състезателни игри или в изкуствена среда за живот. Пример тук е „Сървайвър“. Често „сюжетите“ се изграждат чрез монтаж или планирани ситуации и резултатите наподобяват сапунените сериали.

### Знаменитости или обикновени хора на живо
Учените предполагат, че популярността на този жанр се дължи на способността му да слага обикновени хора в изключителни ситуации. Например в шоуто на АВС „The Bachelor“ („Ергенът“) мъж се среща с дузина жени едновременно на различни екзотични места. Подобно е шоуто, излъчвано по БТВ, „Джо Милионера“.
На противоположния край са сравнително скоро появилите се предавания, в които изключителни хора (знаменитости) се показват в обикновени обстоятелства. Примери тук е предаването „Дъ Озбърнс“ („The Osbournes“ буквално „Семейство Осбърн“).

### Скрити камери
Друга подкатегория включва скрити камери, следящи главно случайни минувачи в нагласени ситуации. Може да са смешни реакциите на „жертвите“, но те разкриват също така и истини за обществото. Алън Фънт, американски пионер в подобен тип продукции, води до развитието им. Той създава „Кендид Майкръфоун“ („Candid Microphone“ букв. „скрит микрофон“) и предаването с международен успех „Скрита камера“ („Candid Camera“), започнало излъчването си през 1953. В България откъси от него са излъчвани по сутрешната продукция „Добро утро“. През 1970 продуцира филма "What Do You Say to a Naked Lady?" (букв. „какво казваме на гола дама“), който е изследване чрез скрита камера на тогавашните сексуалност и нрави. Съвременни предавания, като например британски такива, показват актьори в животински костюми, преструващи се, че се съвкупляват на многолюден булевард. Съществуват предавания от типа на „Punk'd“ на Аштън Къчър, където жертва на скритата камера стават известни личности.

### Игри
Този тип предавания включва главно участници, заснимани на практика непрестанно в изолирани пространства, докато се съревновават за някаква награда. Това, което различава този тип игри от останалите, е участието на зрителите. Те могат да решат крайния резултат, като това става под формата на телефонни обаждания или кратки съобщения към мобилни оператори. Има два типа гласувания – за изключването на даден участник или за избирането на победител.
Най-явен пример тук е предаването Биг Брадър, излъчвано по целия свят. То е базирано на книгата на Джордж Оруел „1984“. В първия сезон излъчван в САЩ зрителите определят отпадането на участници (както е в българската версия), а в следващите – самите участници се самоизключват.
Други предавания, които могат да бъдат посочени, са „Стар Академи“ (Академия за звезди) и „Страх“ („Fear Factor“). Под въпрос е дали предавания от типа на „Стани богат“ спадат към този жанр.

### Предавания за запознанства
В този подтип спадат предавания като „Джо Милионера“, където главният участник избира подходящ за него (или нея) кандидат. Началото е поставено от „Дъ Дейтинг Гейм“ („The Dating Game“ букв. „игра за срещи“) през шейсетте години на 20 век.

### Спортни предавания
Този тип предавания наема спортисти, които участват в дадено спортно състезания по време на шоуто. Въпросният спорт е по-скоро индивидуален, отколкото групов, като целта е победителят (или победителите, ако има разделение, като при борбата например) да е един в края на сезона. Пример тук е „Универсален боец“ („The Ultimate Fighter“).